# Farnborough
För andra betydelser, se Farnborough (olika betydelser).

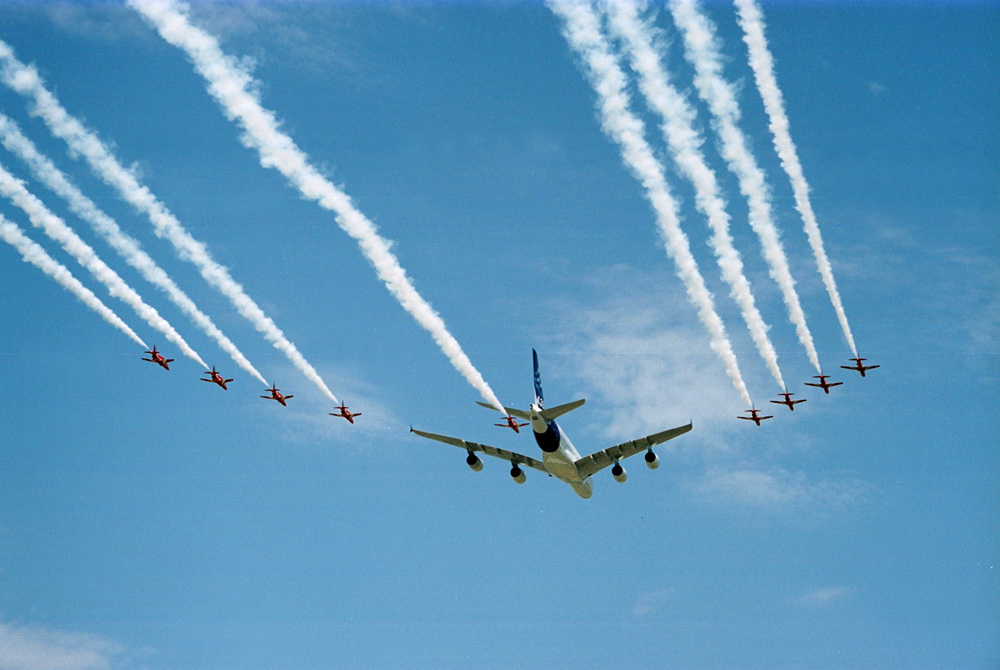
Flyguppvisning i Farnborough 2006.

Farnborough är en stad i grevskapet Hampshire i södra England. Staden är huvudort i distriktet Rushmoor och ligger cirka 49,5 kilometer sydväst om centrala London. Tätorten (built-up area) hade 60 652 invånare vid folkräkningen år 2021.
Kejsarinnan Eugénie bodde här på slottet Farnborough Hill från 1881 fram till sin död 1920. Hon ligger tillsammans med Napoleon III och deras son "kejsarprinsen" begravd i kyrkan S:t Michael i Farnborough.
Farnborough är mest känt för sin flygplats och den internationella flygutställningen som anordnas varje jämna år; udda år anordnar Le Bourget i Paris denna flygutställning. Det var här som Samuel Cody genomförde den första flygningen i Storbritannien med en motordriven flygfarkost 1908. Royal Aircraft Factory (RAF) startade här 1911 en fabrik för tillverkning av spärrballonger. 1918 bytte man namn till Royal Aircraft Establishment (RAE) för att inte sammanblandas med det nybildade Royal Air Force (RAF). Fabriken spelade en stor roll under båda världskrigen, och här bedrevs forskning med flygplanstyper och jetmotorer. Idag ingår RAE i Defence Evaluation and Research Agency (DERA).
Farnborough nämndes i Domedagsboken (Domesday Book) år 1086, och kallades då Ferneberga.

## Sport
Det lilla icke-ligalaget Farnborough FC fick nationell uppmärksamhet 2003 när man i FA-cupens fjärde omgång lottades hemma mot den föregående säsongens vinnare av "dubbeln", Arsenal FC. Man förlorade matchen med 1-5.
Den 17 april 1860 genomfördes det första världsmästarmötet i boxning mellan John Heenan och Tom Sayers. Matchen varade i 37 ronder innan repen gick sönder. Efter reparation fortsatte matchen i ytterligare 5 ronder innan domaren bröt matchen och förklarade matchen oavgjord.